# Uran(IV)-fluorid
Uran(IV)-fluorid (UF4), meistens Urantetrafluorid genannt, ist eine chemische Verbindung aus den Elementen Uran und Fluor. Es ist ein grüner kristalliner Feststoff und aufgrund seiner Ionenbindung ein Salz. Es ist daher als „green salt“ bekannt.  Es ist in der Regel ein Zwischenprodukt bei der Umwandlung von Uranerzen zu Uranhexafluorid (UF6), das wiederum die wichtigste Grundlage für die Produktion von Brennstäben und Nuklearwaffen bildet.

## Darstellung
Es wird gebildet durch Einwirkung von Flusssäure auf Urandioxid:
{\displaystyle {\ce {UO2 + 4 HF -> UF4 + 2 H2O}}}
oder durch Reaktion von UF6 mit Wasserstoffgas:
{\displaystyle {\ce {UF6 + H2 -> UF4 + 2 HF}}}
Sehr reines Uran(IV)-fluorid kann durch Überleiten von trockenem Dichlordifluormethan (Freon 12) über 400 °C heißes Uran(VI)-oxid erhalten werden.
{\displaystyle {\ce {UO3 + 2 CCl2F2 -> UF4 + Cl2 + COCl2 + CO2}}}

## Eigenschaften

### Physikalische Eigenschaften
Uran(IV)-fluorid kristallisiert im monoklinen Kristallsystem in der Raumgruppe C2/c (Raumgruppen-Nr. 15) mit den Gitterparametern a = 1273 pm, b = 1075 pm, c = 843 pm, β = 126° und zwölf Formeleinheiten pro Elementarzelle.

### Chemische Eigenschaften
Uran(IV)-fluorid hydrolysiert allmählich bei Kontakt mit Wasser zu Urandioxid und Flusssäure. Aufgrund dieses Verhaltens ist eine Lagerung an feuchter Luft nicht empfehlenswert, stattdessen sollte es an trockener Luft oder unter Inertgas gelagert werden.

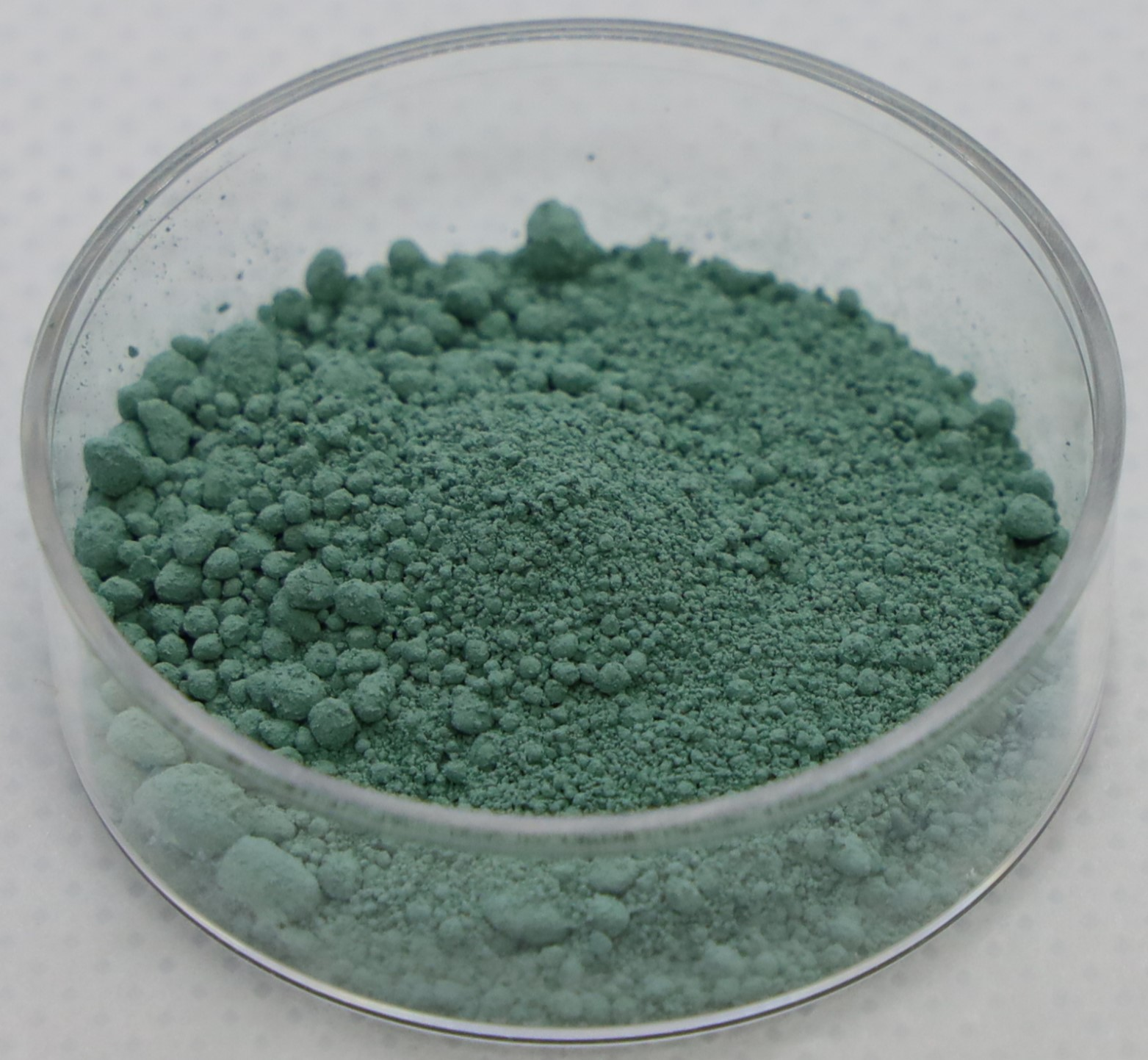
Uran(IV)-fluorid

{\displaystyle {\ce {UF4 + 2 H2O -> UO2 + 4 HF}}}

## Sicherheitshinweise
Uran(IV)-fluorid ist hochtoxisch beim Einatmen und Verschlucken. Außerdem besteht die Gefahr der Uran-Anreicherung im menschlichen Körper, was vor allem die Leber und die Nieren betrifft. Für Wasserorganismen ist es ebenfalls giftig und kann Langzeitschäden in der Wasserwelt verursachen. Wie alle Uranverbindungen ist es radioaktiv. Die Aktivität ist von der Isotopenzusammensetzung des Urans abhängig.

## Produktion
In Europa wird es fast ausschließlich durch den französischen Staatskonzern Orano an dessen Standort Malvési in Narbonne hergestellt. Die jährliche Produktionsmenge betrug zu Spitzenzeiten Anfang der 2000er bis zu 14.000 t, was etwa einem Viertel des weltweiten Jahresgesamtbedarfs entsprach. Nach dem Reaktorunfall von Fukushima war die Produktion in Malvési zunächst stark rückläufig, hat sich jedoch mittlerweile wieder stabilisiert.
Ausgangsprodukt ist das meist direkt aus den Uranerzminen gelieferte Pulvergemisch Yellowcake. Das Uran(IV)-fluorid wird anschließend an einem weiteren Standort des Unternehmens zu Uranhexafluorid verarbeitet und für die Nutzung in Kernkraftwerken aufbereitet.